# Megapedetes
Megapedetes — викопний рід мишоподібних гризунів родини Довгоногові (Pedetidae). Відомо чотири види, які були поширені в Африці, Південно-Західній Азії та Південно-Східній Європі від міоцену до пліоцену.
Представники роду були більшими, ніж сучасний Pedetes. З Намібії два види відомі з раннього та середнього міоцену М. gariepensis і М. pickfordi. '"М. pentadactylus відомий з міоцену Східній Африці. Вид може бути близьким до М. gariepensis. Кістки, що можливо, належать М. pentadactylus,  відомі з Саудівської Аравії у відкладеннях, що датуються віком близько 16
мільйонів років. Рештки Megapedetes також відомі з міоцену і пліоцену у Північній Африці та Ізраїлю.  Ще один вид, Megapedetes aegaeus відомий з Туреччини та грецького острова Хіос.